# Florange
Florange is een gemeente in het Franse departement Moselle in de regio Grand Est. De plaats maakt deel uit van het arrondissement Thionville. Florange telde op 1 januari 2022 11.891 inwoners.

## Geschiedenis
Tot op 1 januari 2015 de kantons van Thionville fuseerden maakte de gemeente deel uit van het kanton Thionville-Ouest. Florange was de hoofdplaats van de gelijknamige kanton tot dit op 22 maart 2015 werd opgeheven en de gemeenten werden opgenomen in het aangrenzende kanton Fameck.

## Geografie
De oppervlakte van Florange bedraagt 13,16 vierkante kilometer; Op 1 januari 2022 was de bevolkingsdichtheid 903,6 inwoners per km².

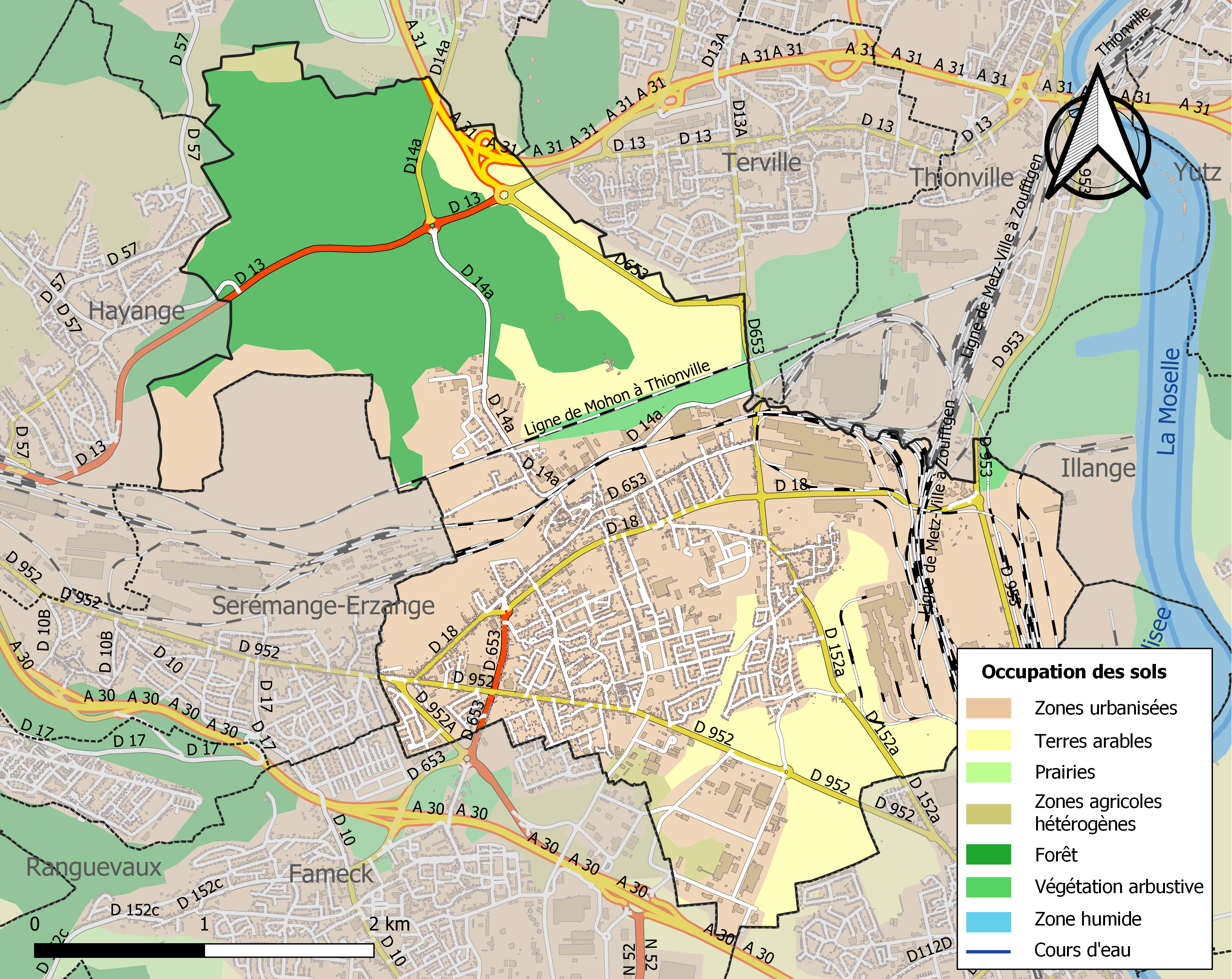
Kaart van de gemeente met de belangrijkste infrastructuur, bodemgebruik en omliggende gemeenten

## Demografie
Onderstaande figuur toont het verloop van het inwonertal.
Fameck · Florange · Mondelange · Richemont · Uckange